# Жоржі Амаду
Жоржі Амаду (порт. Jorge Amado; 10 серпня 1912, Ітабуна, штат Баїя  — 6 серпня 2001, Салвадор, штат Баїя) — бразильський письменник, комуністичний громадський та політичний діяч.

## Біографія
Жоржі Амаду народився 10 серпня 1912 року в Ітабуні, дитячі роки провів в Ільєусі (штат Баїя), як він сам зазначав, «найважливішому негритянському осередді Бразилії, де дуже глибокі традиції африканського походження». Щоб уявити це, можна звернутися до цифр: близько 80 % населення Баїі складають негри і мулати, решту 20 — метиси і білі. Ось чому баїянська народна культура така химерна й різноманітна. Тут досі зберігся культ стародавніх африканських божеств — Огуні, Шанґо, Ешу, Єманжі, які часто зустрічаються і на сторінках романів письменника.
Майбутній письменник народився в сім'ї полковника Жуана Амаду джі Фарії і Еулалія Леал (мати Жоржі була індіанської крові). Подружжя володіли плантацією какао на південь від Ільєусу — цим пояснюється той факт, що далекого від армії батька Жоржі називали полковником: так в Бразилії традиційно називають великих поміщиків незалежно від того, чи вони відносяться до регулярних військ. Жоржі був старшим сином у родині, його братів мали на ім'я Жофре (1914), Жоелсон (1918) і Жамес (1921). Жофре в 1917-му помер від грипу, Жоелсон згодом став лікарем, а Жамес — журналістом. Пізніше Жоржі Амаду згадував про своє дитинство: «Роки отроцтва, проведені в Баїі: на вулицях, в порту, на ринках і ярмарках, на народному святі або на змаганні з капоейри, на магічному кандомбле або на паперті столітніх церков, — ось мій найкращий університет». Але насправді в біографії письменника був і реальний університет у Ріо-де-Жанейро, де він навчався на факультеті права. А до університету Жоржі відвідував єзуїтський коледж, але одного разу втік не тільки з коледжу, а й з дому. Він їздив по Баїі, де тоді мандрувало багато люду, доти, поки батько не виловив його. Автобіографічні моменти, що стосуються періоду дитинства письменника, можна знайти в романі «Безкраї землі», епіграфом до якого послужили рядки народної пісні: «Я розповім вам історію — історію, що жахає…» Ця історія — не вигадка. Описуючи суперництво поміщиків, що відвойовували в штаті Баїя найкращі землі під какао, Жоржі Амаду згадує, як до його батька одного разу підіслали найманих убивць. Рятуючи маленького Жоржі, полковник Амаду був поранений і дивом залишився живий. А мати в ті роки не лягала спати без рушниці біля ліжка.
Навчання в університеті, де він вперше стикнувся з комуністичним рухом, завершилася в 1932 році. Далі Жоржі Амаду повинен був працювати адвокатом, але, за його словами, «голос народу» кликав його до іншого захисту. Роком раніше він вже дебютував у пресі, а в 1931-му з-під його пера вийшов перший роман «Країна карнавалу», потім, у 1933-му, — «Какао» і в 1935-р. — «Жубіаба». Замість забезпеченого життя адвоката він зайнявся громадською діяльністю і літературною працею. У романі «Піт» Жоржі Амаду поселив свого героя, механіка Алвару Ліму, що став лідером робітників, в дешевому готелі поблизу ганебного стовпа (де колись публічно катували негрів-рабів). Тут же деякий час жив і сам Амаду, прямо на терасі під дахом. Є про цей період і ще одне цікаве свідчення: в червневому номері московського журналу «Інтернаціональна література» за 1934 про роман «Піт», який вийшов у той час у Бразилії, було сказано, що революційна книга завоювала читача, і це при тому, що дипломатичних відносин у СРСР з Бразилією тоді не було.

## Творча діяльність
Жоржі Амаду написав близько 30 романів, які були перекладені на півсотні мов і видані сумарним тиражем більше 20 мільйонів екземплярів. За його книгами знято більше 30 фільмів, і навіть популярні в усьому світі бразильські серіали починалися теж з його героїв, — вони так правдиво і гаряче любили один одного, що багато бразильців упізнавали в них себе. «Лавка чудес» назвав Амаду один з найзначніших своїх романів, «лавкою чудес» було і все його життя: за політичну діяльність його піддавали гонінням, книги письменника спалювали на вогнищі, він втік від режимів і жив в еміграції, але "залишався при своєму ".
Перший твір — «Країна карнавалу» (1931).
В 1938—1942, 1948—1952 рр. перебував в еміграції.
У романах 1930-1940-х рр. реалістично змальовано життя бразильського народу: «Какао» (1933), «Піт» (1934), «Жубіаба» (1935), «Мертве море» (1936), «Капітани піску» (1937), дилогія «Безкраї землі» (1943) і «Земля золотих плодів» (1944), «Місто Ільєус» (1944) та «Червона прорість» (1946).
У «Підпіллі свободи» (1954, 1-а ч. трилогії «Кам'яна стіна») відображено боротьбу бразильських трудящих на чолі з компартією за соціальне й національне визволення.
Поема «Пісня про Радянську землю» (1949), книга публіцистики «Табір миру» (1950) присвячені СРСР.
Написав збірку віршів і п'єсу про великого бразильського поета XIX століття Антоніу ді Кастру Алвіса, збірку поем «Учитель Мануел» (1958).
Новий період творчості починається з виходу роману «Габрієла» (1958) і ділогії «Старі моряки» (1961), в яких широко використовується фольклор бразильського портового міста. Посмішка, іронія та гротеск домінують у романі «Габрієла», герої якого на все дивляться крізь сміх і живуть весело і відчайдушно.
До останнього періоду творчості письменника належать романи «Тереза Батиста втомилась воювати» (1975), «Повернення блудної доньки, або Тьєта з Агресті» (1980), «Токая Гранде» (1984).
Жоржі Амаду був членом Світової ради миру, лавреатом Міжнародної Ленінської премії «За зміцнення миру між народами».

## Твори, видані українською
- Червона прорість. — К., 1960;
- Тереза Батіста прагне жити спокійно // Всесвіт.— 1974. — № 5-7;
- Капітани піску. — К., 1977;
- Дві смерті Кін-каса Водожаха // Лат.-амер. повість. — К., 1978;
- Китель, сюртук, нічна сорочка// Всесвіт. — 1981. — № 8;
- Малий баїянець// Всесвіт. — 1985. — № 7;
- Габрієла. — К. 1987;
- Велика пастка // Всесвіт. — 1995. — № 2—6.
- Дона Флор та двоє її чоловіків. — Л. : Видавництво Старого Лева, 2018. — 768 с[8].